# Puccinia virgata
Puccinia virgata ist eine Ständerpilzart aus der Ordnung der Rostpilze (Pucciniales). Der Pilz ist ein Endoparasit von  Erianthus- und Sorghastrum-Arten. Symptome des Befalls durch die Art sind Rostflecken und Pusteln auf den Blattoberflächen der Wirtspflanzen. Ihr Verbreitungsgebiet reicht von den nördlichen USA bis nach Brasilien.

## Merkmale

### Makroskopische Merkmale
Puccinia virgata ist mit bloßem Auge nur anhand der auf der Oberfläche des Wirtes hervortretenden Sporenlager zu erkennen. Sie wachsen in Nestern, die als gelbliche bis braune Flecken und Pusteln auf den Blattoberflächen erscheinen.

### Mikroskopische Merkmale
Das Myzel von Puccinia virgata wächst wie bei allen Puccinia-Arten interzellulär und bildet Saugfäden, die in das Speichergewebe des Wirtes wachsen. Aecien der Art sind bislang nicht bekannt. Die haselnussbraunen Uredien wachsen beidseitig auf den Blättern des Wirtes. Ihre ebenfalls zimtbraunen Uredosporen sind meist eiförmig, 31–40 × 20–27 µm groß und fein stachelwarzig. Die Telien der Art sind schwarzbraun, früh offenliegend und kompakt, sie wachsen blattunterseitig. Die haselnussbraunen Teliosporen sind zweizellig, in der Regel keulenförmig und 45–60 × 18–26 µm groß; ihre Stiele sind braun und bis zu 20 µm lang.

## Verbreitung
Das bekannte Verbreitungsgebiet von Puccinia virgata umfasst ein Areal, das sich von Brasilien bis in die nördlichen USA erstreckt.

## Ökologie
Die Wirtspflanzen von Puccinia virgata sind diverse Sorghastrum- und Erianthus-Arten. Der Pilz ernährt sich von den im Speichergewebe der Pflanzen vorhandenen Nährstoffen, seine Sporenlager brechen später durch die Blattoberfläche und setzen Sporen frei. Die Art verfügt anscheinend über einen Entwicklungszyklus mit Telien und Uredien, der ohne Wirtswechsel auskommt; Spermogonien und Aecien fehlen offenbar.